# Yelena Danílova
Yelena Yúrievna Danílova (Vorónezh, 17 de junio de 1987) es una futbolista rusa que juega como delantera en el VDV Riazan

## Trayectoria
Comenzó su carrera en 2001 en el Energiya Voronezh. A los 16 años debutó con la selección rusa; jugó el Mundial 2003 y marcó un gol en cuartos de final. Resultó ser la goleadora más joven en una fase final de un Mundial. Tenía 16 años y 96 días cuando el 2 de octubre de 2003 marcó el único gol de su selección en los cuartos de final contra Alemania en Portland. Los alemanes respondieron con siete tantos. 
En 2005 jugó en el VDV Riazan y en 2006 en el Spartak Moscú. Fue MVP de la Eurocopa sub-192de005, máxima goleadora de la Eurocopa sub-19 20de 06 e incluida en el equipo ideal del Mundial sub-20 de 2006. 
En 2006 fichó por el FC Indiana de la Women's Premier Soccer League, pero una lesión de rodilla frenó su carrera. Regresó en 2009, fichando por el WFC Rossiyanka y jugando la Eurocopa 2009 con Rusia. 
En 2010 regresó al Energiya Voronezh. Tras su disolución en 2012 volvió al VDV Riazan. No fue convocada para la Eurocopa 2013.

## Títulos

### Campeonatos nacionales
| Título    | Club              | País           | Temporada |
| --------- | ----------------- | -------------- | --------- |
| Liga Rusa | Energiya Voronezh | Rusia          | 2002      |
| Liga Rusa | Energiya Voronezh | Rusia          | 2003      |
| WPSL      | F.C. Indiana      | Estados Unidos | 2007      |
| Copa Rusa | WFC Rossiyanka    | Rusia          | 2009      |
| Liga Rusa | VDV Riazan        | Rusia          | 2013      |
| Copa Rusa | VDV Riazan        | Rusia          | 2014      |

### Campeonatos internacionales
| Título      | Selección          | Sede final | Año  |
| ----------- | ------------------ | ---------- | ---- |
| Europeo U19 | Selección de Rusia | Hungría    | 2005 |

### Distinciones individuales
| Distinción                                   | Año  |
| -------------------------------------------- | ---- |
| Máxima goleadora del Campeonato Europeo U19  | 2005 |
| Mejor jugadora del Campeonato Europeo Sub-19 | 2005 |